# Nishada formosibia
Nishada formosibia är en fjärilsart som beskrevs av Matsumura 1927. Nishada formosibia ingår i släktet Nishada och familjen björnspinnare. Inga underarter finns listade i Catalogue of Life.